# Aurachtal
Aurachtal è un comune tedesco di 2 987 abitanti, situato nel land della Baviera.